# Totorses
Totorses, właśc. Tyberiusz Juliusz Totorses (gr.: Τιβέριος Ἰούλιος Θοθωρσης, Tibérios Ioúlios Thothōrsēs) (zm. 308) – król Bosporu z dynastii Asandrydów od 286 do swej śmierci.
Totorses był prawdopodobnie najmłodszym synem króla Bosporu Tyberiusza Juliusza Reskuporisa IV Filokajsara Filoromajosa Eusebesa i nieznanej z imienia królowej. Otrzymał imię zapewne na cześć przodków ze strony matki. Przez swego ojca miał perskich, greckich, rzymskich i trackich i zapewne sarmackich przodków. Był bowiem potomkiem różnych dynastii i rodów: pontyjskich Mitrydatydów, syryjskich Seleucydów, macedońskich Antypatrydów, macedońskich Antygonidów, trackiej dynastii sapejskiej, Antoniuszów rzymskich. Poprzez triumwira rzymskiego Marka Antoniusza, był spokrewniony z różnymi członkami rzymskiej dynastii julijsko-klaudyjskiej, pierwszej dynastii rządzącej Rzymem.
W 286 r. wstąpił na tron po śmierci Tyberiusza Juliusza Chedosbiosa, zapewne swego starszego brata. Prawdopodobnie nie rządził samodzielnie, bowiem w czasie jego panowania, królem był także Tyberiusz Juliusz Sauromates IV. Z drugim prawdopodobnym bratem współrządził do swej śmierci w 308 r. Był współczesny panowaniu cesarza Dioklecjana i tetrarchów w cesarstwie rzymskim. Na jego zachowanych monetach tytuł królewski w języku greckim brzmi ΒΑCΙΛΕѠC ΘΟΘѠΡCΟΥ („[Moneta] króla Totorsesa”). Podczas jego panowania, dodawano wielkie ilości ołowiu do monet brązowych, które były wybijane w Bosporze. Prawdopodobnie z nieznaną z imienia żoną i królową miał troje dzieci (dwóch synów i córkę):
- Tyberiusz Juliusz Radamsades, przyszły król bosporański,
- Tyberiusz Juliusz Oliotes (zm. przed 323),
- Nana z Iberii, od ok. 292 r. druga żona Mirwana III (zm. 361), króla Iberii kaukaskiej i późniejszego chrześcijańskiego świętego.

Gdy Totorses zmarł w 308 r., jego następcą został Radamsades, który kontynuował po ojcu współrządy z Sauromatesem IV do 311?